# Kleine Hundskopffledermaus
Die Kleine Hundskopffledermaus (Peropteryx macrotis) ist eine Fledermausart aus der Familie der Glattnasen-Freischwänze (Emballonuridae), welche in Zentral- und Südamerika beheimatet ist.

## Beschreibung
Die Kleine Hundskopffledermaus ist mit einer Gesamtlänge von unter 62 mm, einer Unterarmlänge von 38,3–48,2 mm und einem Gewicht von 3–9 g die kleinste Vertreterin der Hundskopffledermäuse. Im Gegensatz zu  P. leucoptera besitzt Peropteryx macrotis keine weißen Flügel, und die Ohren sind auf dem Kopf nicht durch eine Membran miteinander verbunden. Die Fellfarbe variiert geographisch von grau über braun zu rötlich, wobei der Bauch heller erscheinen kann. Gesicht und Schnauze sind braun und frei von Haaren. Der Schwanz ist gut ein Drittel so lang wie der Körper und ragt am Ende etwas aus der Schwanzflughaut heraus. Die Flughaut selbst ist schwarz und endet an den Knöcheln. Wie bei den anderen Vertretern dieser Gattung befinden sich die Flügeltaschen von Peropteryx macrotis am Rand der Flughaut und öffnen sich nach vorne.

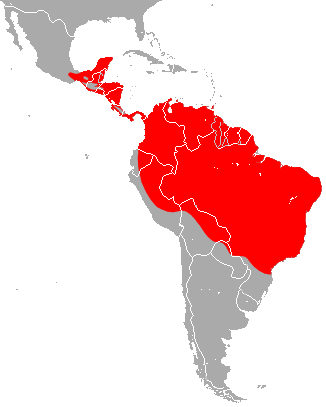
Verbreitungsgebiet der Kleinen Hundskopffledermaus

## Lebensweise
Die Kleine Hundskopffledermaus ist wie die meisten Fledermäuse nachtaktiv und ernährt sich von Insekten, wobei kleine Käfer und Fliegen zur bevorzugten Beute gehören. Die Echoortungsrufe sind kurz (5–9 ms) und von konstanter Frequenz im Bereich um 40 kHz. Die Rufe sind somit für das menschliche Ohr nicht hörbar.
Die Art kommt typischerweise in feuchten Wäldern vor, wurde jedoch auch schon in trockenen Regionen mit Buschland gefangen. Den Tag verbringen die Tiere in Höhlen, Dolen, Ruinen, und hohlen Bäumen, sowie an Brücken, Gebäuden und Brettwurzeln. Dabei hängt die Art meistens nicht von horizontalen, sondern vertikalen Flächen und die Tiere halten einen gewissen Abstand zueinander. Die Kolonien bestehen meist aus weniger als 15 Individuen, wobei jeweils nur ein einziges Männchen und einige Weibchen anwesend sind, was der sozialen Organisation einer Haremsstruktur entsprechen könnte. Die Hangplätze teilt sich die Kleine Hundskopffledermaus gelegentlich mit anderen Fledermausarten wie P. kappleri, der Großen Sackflügelfledermaus (Saccopteryx bilineata), Glossophaga soricina, G. longirostris, der Brillenblattnase (Carollia perspiciallata), Diphylla eucaudata, dem Schwarzen Mausohr (Myotis nigricans), M. keaysi und dem Gemeinen Vampir (Desmodus rotundus). Peropteryx macrotis kann sich das ganze Jahr hindurch sowohl in der Trockenzeit (Januar–Juli) als auch in der Regenzeit (Juli–Dezember) fortpflanzen. Die Art ist somit wahrscheinlich saisonal polyöstrisch. Die Tragezeit dauert 4–4,5 Monate. Männchen verwenden während der Balz wahrscheinlich einen Duft, den sie in ihren Flughauttaschen anmischen, ähnlich wie bei anderen Glattnasen-Freischwänzen wie der Großen Sackflügelfledermaus. Bei Weibchen ist die Flughauttasche nur rudimentär vorhanden. Bekannte Fressfeinde von Peropteryx macrotis sind unter anderem Eulen und die teilweise fleischfressende Fledermausart Chrotopterus auritus.

## Verbreitung und Lebensraum
Die Kleine Hundskopffledermaus kommt vom Süden Mexikos bis Paraguay vor.  Die Art wird von der IUCN als ungefährdet eingestuft.